# Quanta Magazine
Ne doit pas être confondu avec Quanta (journal).
Quanta Magazine est une revue en ligne de la Fondation Simons couvrant les avancées en physique, mathématiques, biologie et informatique.
Le magazine est reconnu pour son approche rigoureuse et accessible des sujets complexes en sciences et en mathématiques. En 2018, l'agrégateur d'actualités scientifiques RealClearScience a placé Quanta Magazine en tête de sa liste des « 10 meilleurs sites Web pour la science ». En 2020, le magazine a reçu le prix National Magazine Award décerné par l'American Society of Magazine Editors (en) pour sa « volonté d'aborder certains des sujets les plus difficiles en sciences et en mathématiques dans un langage accessible au grand public, sans condescendance ni simplification excessive. »
Les articles du magazine sont disponibles gratuitement en ligne. Divers périodiques tels que Scientific American, Wired, The Atlantic et The Washington Post reprennent des articles du magazine. 

## Histoire
Quanta Magazine a été lancé en octobre 2012 sous le nom de Simons Science News, avant d'adopter son titre actuel en juillet 2013. La revue a été fondée par Thomas Lin, ancien journaliste du New York Times, qui en a été le rédacteur en chef jusqu'en 2024,. Les rédacteurs en chef adjoints sont John Rennie et Michael Moyer, qui travaillaient auparavant pour Scientific American, tandis que le directeur artistique est Samuel Velasco. En 2024, Samir Patel a succédé à Thomas Lin en tant que rédacteur en chef du magazine.
En novembre 2018, MIT Press a publié deux recueils d'articles de Quanta Magazine, intitulés Alice and Bob Meet the Wall of Fire et The Prime Number Conspiracy.
En mai 2022, l'équipe du magazine, incluant notamment Natalie Wolchover, a reçu le prix Pulitzer du reportage explicatif.